# Nyugaton a helyzet változatlan (film, 2022)
A Nyugaton a helyzet változatlan (németül: Im Westen nichts Neues, angolul: All Quiet on the Western Front) 2022-es német-amerikai háborús akciófilm, amely Erich Maria Remarque 1929-ben megjelent azonos című regénye alapján készült. A filmet Edward Berger rendezte, a főbb szerepekben Daniel Brühl, Albrecht Schuch, Sebastian Hülk, Felix Kammerer, Aaron Hilmer, Edin Hasanovic és Devid Striesow látható. 2023-ban több kategóriában nyert Oscar-díjat.
A filmet 2022. szeptember 12-én mutatták be a Torontói Nemzetközi Filmfesztiválon, és 2022. október 28-án jelent meg a Netflixen.
A nyugati fronton állóháború alakult ki, a frontvonal alig-alig mozdult el. Körülbelül 3 millió ember halt meg itt.

## Cselekmény
1917-ben, 3 évvel az első világháború kezdete után, a 17 éves Paul Bäumer bevonul a Német Birodalmi Hadseregbe iskolai barátaival, Albert Kloppal, Franz Müllerrel és Ludwig Behmmel együtt. Meghallgatnak egy hazafias beszédet egy iskolai tisztségviselőtől, majd a tudtuk nélkül már elesett katonáktól kapnak egyenruhát. Miután bevetik őket az észak-franciaországi La Malmaisonban, összebarátkoznak Stanislaus 'Kat' Katczinskyvel, egy öregebb katonával. A lövészárok és a nyugati front szörnyű valósága hamar összezúzza a fiatal férfiakban a háborúról eddig alkotott romantizált képzeteket, Ludwig az első estén életét veszti egy tüzérségi csapás következtében.
1918. november 7-én Matthias Erzberger német politikus a magas veszteségek miatt találkozik a német hadvezetéssel, és megpróbálja rábírni őket a szövetségesekkel való tűzszüneti tárgyalások elindítására. Eközben Paul és Kat ellopnak egy libát egy tanyáról, és megosztják azt Franzcal, Alberttel és egy másik veteránnal, Tjaden Stackfleettel, akivel közel kerültek a champagne-i front mögött. Kat, aki írástudatlan, Pault kéri meg hogy olvassa fel neki a feleségétől érkező levelet, és aggódik, hogy nem fog tudni visszailleszkedni a normális életbe. Franz egy francia lánnyal tölti az éjszakát, és elhozza a kendőjét emlékbe.
November 9-én reggel Friedrichs tábornok elviszi Erzbergert és a német delegáció többi részét egy, a compiégne-i erdőbe tartó vonathoz, ahol a tűzszünet megtárgyalását tervezik. Paul és bajtársai 60 eltűnt frissen sorozott katona felkutatását kapják küldetésül, ám egy szobában holtan találják őket, szerintük amiatt, mert túl korán vették le a gázmaszkjukat egy mérgesgáz-támadás után. Friedrichs, aki ellenzi a tűzszünetet, támadást rendel el, mielőtt további francia erősítések érkeznének. Aznap éjjel, Erzberger és a delegáció megérkezik a compiégne-i erdőbe, és Paul ezredét elküldik a frontra, hogy előkészüljön a támadásra.
A 10-edikei reggelen Ferdinand Foch, a szövetségesek főparancsnoka, 72 órát ad a németeknek hogy elfogadják a szövetségesek feltételeit, tárgyalás nélkül. Eközben a német támadás közelharc után beveszi a francia lövészárkot, azonban egy összfegyvernemi francia támadás Saint Chamond páncélosokkal, repülőgépekkel és lángszórókkal visszaszorítja őket. Franz elkülönül a többiektől, Albertet pedig megölik miközben megpróbálja megadni magát. Paul egy robbanás okozta kráterben rekedve találja magát egy francia katonával, akit megszúr. Ahogy köteles végignézni mint lassan meghal, bűntudat önti el, és bocsánatért esedez a katona halott testénél. Erzberger értesül II. Vilmos lemondásáról, és Paul von Hindenburg marsalltól utasítást kap, hogy fogadja el a szövetségesek feltételeit. Paul visszatér az egységéhez, ahol épp a háború közelgő végét ünneplik. Megtalálja a sérült Tjadent, aki átadja neki Franz kendőjét. Kat és Paul ételt hoznak Tjadennek, aki viszont a villával nyakon szúrja magát, félve attól hogy rokkantként kell leélnie az életét.
11-én hajnali öt órakor Erzberger delegációja aláírja a tűzszünetről szóló iratot, ami aznap délelőtt 11 órakor lép életbe. Miután meghallják a hírt, Paul és Kat visszatérnek a tanyára, hogy utoljára még lopjanak friss ételt maguknak. Katot azonban lelövi a gazda fiatal fia, és miközben Paul a kórházba cipeli, belehal a sérülésbe. Friedrichs a végéig ki akarja használni a hátramaradt időt, és hogy javítsa a helyzetüket, elrendel egy utolsó támadást, hogy egy győzelemmel vessen véget a háborúnak. A támadás a tűzszünet előtt 15 perccel, 10:45kor indul meg. A beletörődő, már tapasztalt Paul több francia katonával végez, mielőtt a 11 órás tűzszünet előtt pár pillanattal egy francia bajonett átszúrja a mellkasát. A front rögtön ezután elhalkul, befejeződik a küzdelem. Egy fiatal katona összeszedi Paul dögcéduláját, és magához veszi Franz kendőjét.

## Szereplők
| Szerep                      | Színész                  | Magyar hang       |
| --------------------------- | ------------------------ | ----------------- |
| Matthias Erzberger          | Daniel Brühl             | Rajkai Zoltán     |
| Stanislaus "Kat" Katczinsky | Albrecht Schuch          | Makranczi Zalán   |
| Paul Bäumer                 | Felix Kammerer           | Kádár-Szabó Bence |
| Frantz Müller               | Moritz Klaus             | L. Nagy Attila    |
| Albert Kropp                | Aaron Hilmer             | Kenéz Ágoston     |
| Tjaden Stackfleet           | Edin Hasanovic           | Zöld Csaba        |
| Von Brixdorf őrmester       | Sebastian Hülk           | Pál Tamás         |
| Friedrichs tábornok         | Thibault de Montalembert | Znamenák István   |

## A film készítése
A filmet 2020 februárjában jelentették be Edward Berger rendezésével és Daniel Brühl főszereplésével. A forgatás 2021 márciusában kezdődött a csehországi Prágában.

## Bemutató
A filmet 2022. szeptember 12-én mutatták be a 47. Torontói Nemzetközi Filmfesztiválon. A New York-i Paris Theaterben tartott október 7-i exkluzív bemutatót követően a film október 14-től a mozikban is látható volt.
Október 28-án a Netflixen is megjelent világszerte.